# Carla Marchelli
Carla Marchelli-Minuzzo, italijanska alpska smučarka, * 1. april 1935, Genova, Italija.
Nastopila je na olimpijskih igrah 1956 in 1960, kjer je osvojila peto mesto v veleslalomu, šesto in deveto v smuku ter petnajsto v slalomu. Na Svetovnem prvenstvu 1958 je osvojila bronasto medaljo v smuku. 
Tudi njena sestra Maria Grazia Marchelli je bila alpska smučarka in udeleženka dveh olimpijskih iger. 